# Hanoi Hannah
Hanoi Hannah, właśc. Trịnh Thị Ngọ (ur. 1931 w Hanoi, zm. 30 września 2016 w Ho Chi Minh) – wietnamska spikerka radiowa. Podczas wojny w Wietnamie na antenie północnowietnamskiej rozgłośni radiowej Głos Wietnamu nadawała wiadomości propagandowe skierowane do żołnierzy amerykańskich, zyskując przydomek Hanoi Hannah (pol. „Hanna z Hanoi”).
Pracę w Głosie Wietnamu rozpoczęła w 1955 roku jako spikerka angielskojęzycznego programu emitowanego za granicę. Używała wówczas przydomka Thu Hương („zapach jesieni”). W 1965 roku, wkrótce po przybyciu do Wietnamu Południowego pierwszych amerykańskich oddziałów lądowych, rozpoczęto nadawanie specjalnego programu propagandowego, którego celem było osłabienie morale żołnierzy. W ramach nadawanego trzy razy dziennie programu Hanoi Hannah wyczytywała nazwiska poległych i wziętych do niewoli Amerykanów, przedstawiała wiadomości oraz wygłaszała hasła mające wywołać zwątpienie w słuszność wojny. Całość uzupełniana była piosenkami antywojennymi. Program był transmitowany do wycofania się wojsk amerykańskich z Wietnamu w 1975 roku.
Po zakończeniu wojny zamieszkała w Ho Chi Minh. W latach 90. pracowała w telewizji.